# Шатта (Кетченеровский район)
Шатта (калм. Шатта) — посёлок в Кетченеровском районе Калмыкии, административный центр Шаттинского сельского муниципального образования.
Население — 698 человек (2012)

## Название
Название посёлка возникло от разновидности колодца калм. Шатта худг. Такой колодец оборудовался лестницей (калм. шат) для того, чтобы удобно было спускаться и чистить дно от песка и образующегося ила

## История
Местность, где находится современный посёлок, привлекала кочевавших вблизи неё калмыков бага-чоносова, асмудова, баруновского и хапчиновского родов. Первоначально хапчины входили в состав Эркетеневского улуса.
В 1880 году группа хапчинов, численность которых составляла примерно в 411 кибиток, перекочевала в Малодербетовский улус, войдя в подчинение дербетовских нойонов. Переселившиеся вошли в состав Абганеровского аймака и стали шестым по счету родовым подразделением.
Дата основания оседлого поселения не установлена. Скорее всего, оседлый посёлок возник уже после установления Советской власти. До депортации территория непосредственно современного посёлка отошла в ведение восьмидесятого военного конезавода Ростовского конного треста.
Вплоть до 1950-х годов посёлок назывался Шокта. Впоследствии был переименован в село Северное с размещением здесь фермы совхоза «Троицкий».
Название Шатта, очевидно, было присвоено уже после восстановления Калмыцкой АССР. В 1964 году в Шатте был организован совхоз имени 50-летия Калмыкой АССР (ныне — ГУП «Шатта»).

## Физико-географическая характеристика
Посёлок расположен на юге Кетченеровского района в пределах Приергенинской равнины, являющейся частью Прикаспийской низменности, на высоте 3 м над уровнем моря. Рельеф местности равнинный. К востоку от посёлка проходит Гашунский канал, относящийся к Черноземельской оросительно-обводнительной системе. В 1 км к северу от посёлка расположено устье теряющейся в степи реки Кегульта.
По автомобильной дороге расстояние до столицы Калмыкии города Элиста составляет 120 км, до районного центра посёлка Кетченеры — 84 км. Ближайший населённый пункт — посёлок Низовый, расположенный в 5,7 км к северу от Шатта. К посёлку имеется подъезд с щебневым покрытием от федеральной автодороги Р22 "Подъезд к г. Элиста" (41 км)
Согласно классификации климатов Кёппена-Гейгера посёлок находится в зоне семиаридного климата (Bsk). В окрестностях села распространены солонцы в комплексе с бурыми пустынно-степными солонцеватыми почвами.
В посёлке, как и на всей территории Калмыкии, действует московское время.

## Население
| 2002 | 2010 | 2012 |
| ---- | ---- | ---- |
| 734  | ↘732 | ↘698 |

Национальный состав
Согласно результатам переписи 2002 года большинство населения посёлка составляли калмыки (86 %)

## Экономика
Крупнейший работодатель — племзавод ГУП «Шатта».

## Социальная инфраструктура
В посёлке имеется несколько магазинов, сельский клуб и библиотека. Медицинское обслуживание жителей посёлка обеспечивают офис врача общей практики и Кетченеровская центральная районная больница. Ближайшее отделение скорой медицинской помощи расположено в Кетчнерах. Среднее образование жители посёлка получают в Шаттинской средней общеобразовательной школе, действует детский сад, филиалы школы искусств и детско-юношеской спортивной школы.
Посёлок газифицирован (в 2011 году). Водоснабжение объектов Шатты обеспечивается от артезианских скважин. Централизованное водоотведение на территории посёлка отсутствует. Водоотведение обеспечивается за счёт использования выгребных ям. Система сбора организации сбора твёрдых бытовых отходов отсутствует.
Для захоронения умерших, как правило, используются местное кладбище.